# Lill-Kvarntjärnen (Frostvikens socken, Jämtland)
Lill-Kvarntjärnen är en sjö i Strömsunds kommun i Jämtland och ingår i Ångermanälvens huvudavrinningsområde.